# Protapanteles mnesampela
Protapanteles mnesampela är en stekelart som först beskrevs av Austin 2000.  Protapanteles mnesampela ingår i släktet Protapanteles och familjen bracksteklar. Inga underarter finns listade i Catalogue of Life.